# Villa Adela (El Alto)
Villa Adela es un barrio situado al suroeste de la ciudad de El Alto, en el Departamento de La Paz, administrativamente es parte del Distrito 3 del municipio

## Toponimia
La urbanización fue fundada en 1974 sobre terrenos que fueran previamente propiedad de la señora Adela de Berlín a quién debe su nombre.

## Historia
El barrio surgió ante la necesidad de reubicar a vecinos de los barrios de La Portada y Munaypata del sector norte de la ciudad de La Paz, cuyos terrenos fueron afectados por la construcción de la Autopista La Paz-El Alto.
Actualmente es una de las zonas de mayor crecimiento y con mayor actividad comercial en la ciudad de El Alto.

## Hitos urbanos
Entre los lugares más destacados del barrio se hallan la parroquia, que estuvo durante mucho tiempo a cargo del sacerdote Sebastian Obermaier quien se halla sepultado en el lugar,  el Cruce a Villa Adela, uno de los accesos más conocidos a la zona y la Plaza de la Cruz.